# The Bright Lights of America
Albums de Anti-Flag
A Benefit for Victims of Violent Crime
(2007) Rise Against / Anti-Flag
(2009)
The Bright Lights of America est le septième album d'Anti-Flag, sorti le 1er avril 2008. La première chanson de l'album, Good 'n' Ready, est parue sur la compilation Hanuk-Comp from the Dreidel to the Grave de Fat Wreck Chords. Dans une récente interview, Justin Sane a dit que cet album différait du précédent car il inclut des styles et des éléments nouveaux comme des instruments d'orchestre et des chœurs d'enfants. La grande majorité de l'album (douze des treize pistes) a été rendu disponible, le 24 mars 2008, sur la page Myspace du groupe. C'est aussi le premier album d'Anti-Flag à comprendre des instruments à cordes autres que les guitares. Cependant cette initiative est souvent critiquée car trop différente de leur style musical habituel.
L'album a atteint la 118e place du Billboard 200.

## Liste des pistes
| The Bright Lights of America | The Bright Lights of America | The Bright Lights of America | The Bright Lights of America | The Bright Lights of America | The Bright Lights of America | The Bright Lights of America | The Bright Lights of America | The Bright Lights of America | The Bright Lights of America |
| No                           | Titre | Durée                        |                              |                              |                              |                              |                              |                              |                              |
| ---------------------------- | --- | ---------------------------- | ---------------------------- | ---------------------------- | ---------------------------- | ---------------------------- | ---------------------------- | ---------------------------- | ---------------------------- |
| 1.                           | Good and Ready | 3:59                         |                              |                              |                              |                              |                              |                              |                              |
| 2.                           | The Bright Lights of America | 3:32                         |                              |                              |                              |                              |                              |                              |                              |
| 3.                           | Vices | 4:59                         |                              |                              |                              |                              |                              |                              |                              |
| 4.                           | The Modern Rome Burning | 4:19                         |                              |                              |                              |                              |                              |                              |                              |
| 5.                           | If You Wanna Steal (You Better Learn How to Lie) | 4:04                         |                              |                              |                              |                              |                              |                              |                              |
| 6.                           | No Warning | 3:00                         |                              |                              |                              |                              |                              |                              |                              |
| 7.                           | Spit in the Face | 4:09                         |                              |                              |                              |                              |                              |                              |                              |
| 8.                           | We Are the Lost | 4:17                         |                              |                              |                              |                              |                              |                              |                              |
| 9.                           | Go West | 4:19                         |                              |                              |                              |                              |                              |                              |                              |
| 10.                          | The Smartest Bomb | 3:48                         |                              |                              |                              |                              |                              |                              |                              |
| 11.                          | Shadow of the Dead | 3:51                         |                              |                              |                              |                              |                              |                              |                              |
| 12.                          | The Ink and the Quill (Be Afraid) | 4:34                         |                              |                              |                              |                              |                              |                              |                              |
| 13.                          | Tar and Sagebrush (Non indiqué sur la pochette) | 3:12                         |                              |                              |                              |                              |                              |                              |                              |
| 14.                          | Caution to the Wind (Chanson bonus disponible sur iTunes) | 3:57                         |                              |                              |                              |                              |                              |                              |                              |
| 15.                          | What Do You Think About Western Civilization (Chanson bonus disponible sur iTunes)                                                                                       | 3:17                         |                              |                              |                              |                              |                              |                              |                              |
| 16.                          | I'm So Sick of You (Chanson bonus sur la version double LP) | 1:01                         |                              |                              |                              |                              |                              |                              |                              |
| 17.                          | Wake Up the Town (feat. Benjamin Kowalewicz, de Billy Talent - Chanson bonus sur la version double LP, et sur la pré-commande de la version téléchargeable le 1er avril) | 3:44                         |                              |                              |                              |                              |                              |                              |                              |
| 18.                          | Tanzania (Chanson bonus disponible lors de la pré-commande de l'album)                                                                                                   | 3:34                         |                              |                              |                              |                              |                              |                              |                              |
| 52:14                        | |                              |                              |                              |                              |                              |                              |                              |                              |